# Prealpi Bergamasche Orientali
Le Prealpi Bergamasche Orientali (dette anche Catena Presolana-Pora-Concarena) sono la parte orientale delle Prealpi Bergamasche (nelle Alpi e Prealpi Bergamasche). Si trovano in Lombardia (Provincia di Bergamo e Provincia di Brescia).

## Classificazione
Secondo la SOIUSA le Prealpi Bergamasche Orientali sono un supergruppo alpino con la seguente classificazione:
- Grande parte = Alpi Orientali
- Grande settore = Alpi Sud-orientali
- Sezione = Alpi e Prealpi Bergamasche
- Sottosezione = Prealpi Bergamasche
- Supergruppo = Prealpi Bergamasche Orientali
- Codice = II/C-29.II-C

## Delimitazioni
Le Prealpi Bergamasche Orientali sono la parte orientale delle Prealpi Bergamasche tra la Val Seriana e la Val Camonica.
Ruotando in senso orario i limiti geografici sono: Val Seriana, Passo della Manina, Val Nembo, Val di Scalve, Passo del Vivione, Val Paisco, Val Camonica, Lago d'Iseo, colline bergamasche, Val Seriana.

## Suddivisione
Secondo la SOIUSA sono suddivise in cinque gruppi e otto sottogruppi:
- Gruppo della Presolana (7)
  - Costiera Vigna Soliva-Ferrante-Timogno (7.a)
  - Costiera Presolana-Visolo-Bares (7.b)
- Gruppo del Pora (8)
- Gruppo Formico-Misma (9)
  - Sottogruppo del Formico (9.a)
  - Sottogruppo del Misma (9.b)
- Gruppo del Torrezzo (10)
- Gruppo Camino-Concarena (11)
  - Sottogruppo del Cuel (11.a)
  - Sottogruppo del Camino (11.b)
  - Sottogruppo della Concarena (11.c)
  - Sottogruppo dell'Erbanno (11.d)

## Montagne

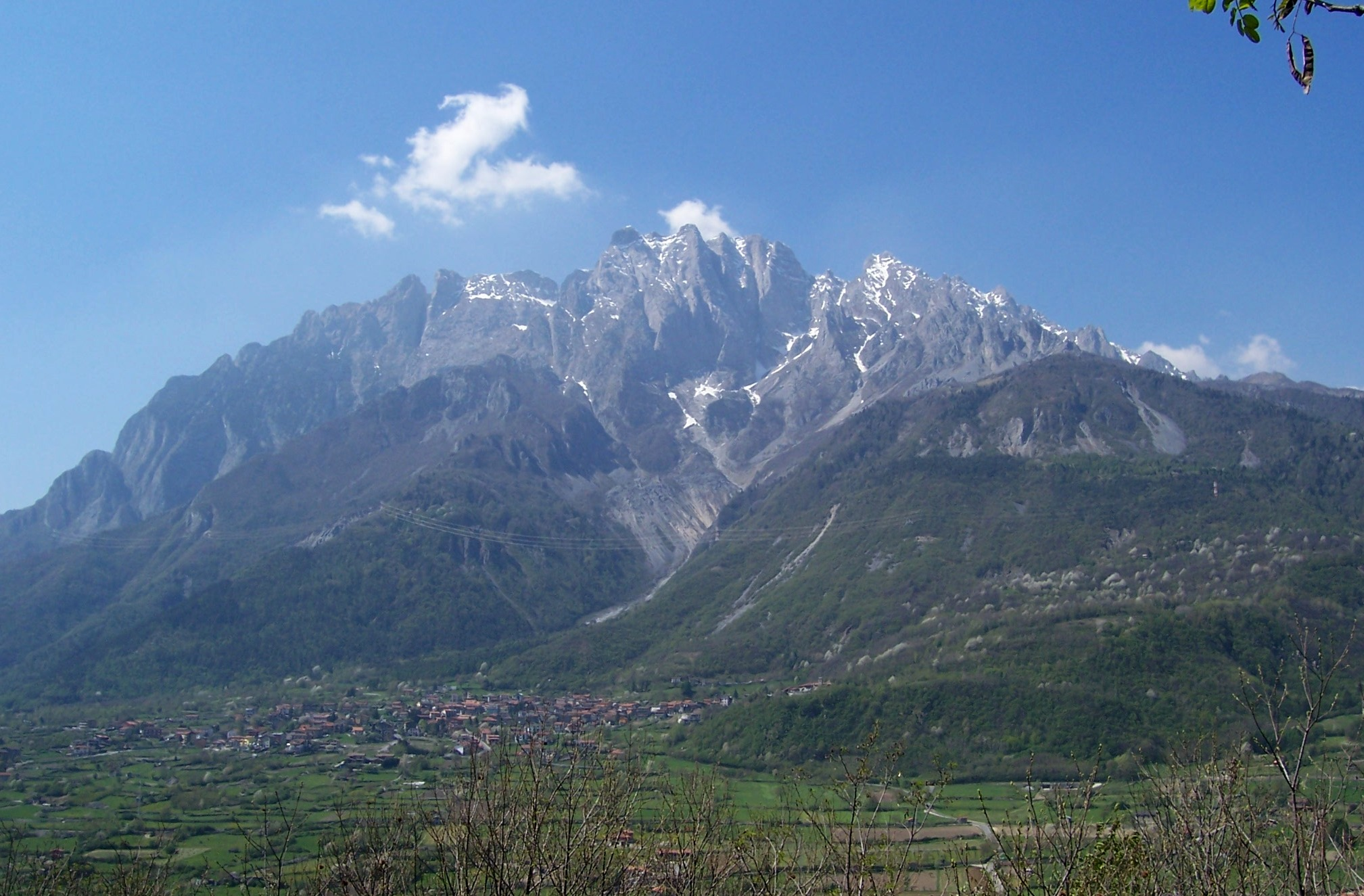
La Concarena.

Le montagne principali delle Prealpi Bergamasche Orientali sono:
- Concarena - 2.549 m
- Presolana - 2.521 m
- Pizzo Camino - 2.492 m
- Monte Ferrante - 2.427 m
- Cimone della Bagozza - 2.407 m
- Vigna Soliva - 2.358 m
- Vigna Vaga - 2.332 m
- Monte Elto - 2.148 m
- Cima Timogno - 2.099 m
- Monte Pora - 1.880 m
- Monte Alto - 1.723 m
- Monte Altissimo - 1.703 m
- Monte Scanapà - 1.669 m
- Pizzo Formico - 1.636 m
- Monte Torrezzo - 1.378 m
- Monte Bronzone - 1.334 m
- Corno Guazza - 1.270 m
- Monte Farno - 1.250 m
- Monte Misma - 1.160 m